# آنا ماي واترس
آنا ماي واترس هي ممرضة كندية، ولدت في 21 يناير 1903 في ستراثوري كاردوك في كندا، وتوفيت في 8 ديسمبر 1987 في لونغ بيتش في الولايات المتحدة.